# اوگون (کمون)
اوگون (به فرانسوی: Augan) یک کمون در فرانسه است که در موربیان واقع شده‌است. اوگون ۴۰٫۹۳ کیلومتر مربع مساحت دارد.